# 教皇クレメンス9世の肖像
『教皇クレメンス9世の肖像』（きょうこうクレメンスきゅうせいのしょうぞう、伊: Ritratto di Clemente IX Rospigliosi、露: Портрет папы Климента IX、英: Portrait of Pope Clement IX）は、イタリア・バロック期の画家カルロ・マラッタが1669年ごろにキャンバス上に油彩で制作した絵画で、17世紀における正装肖像画の優品のうちに数えられる。同じころに描かれた2点のヴァージョンがあり、それぞれサンクトペテルブルクのエルミタージュ美術館とローマのヴァチカン美術館 (絵画館) に所蔵されている。

## 画家
マルケ地方に生まれたカルロ・マラッタは若くしてローマに移った。盛期ルネサンスの巨匠ラファエロとコレッジョ、そしてバロック期の巨匠アンニーバレ・カラッチの作品に学んだマラッタは、17世紀の美術理論家で伝記作者でもあったジョヴァンニ・ピエトロ・ベッローリと親しく、彼を通して画家としてデビューした。彼は最初期の作品から大成功を収めたので、1669年のピエトロ・ダ・コルトーナの死後は18世紀までローマ画壇を先導する画家であった。マラッタはローマ教皇のサークルと深くかかわり、多くの宗教的主題の作品を制作したが、肖像画においても名声を得た。

## 作品

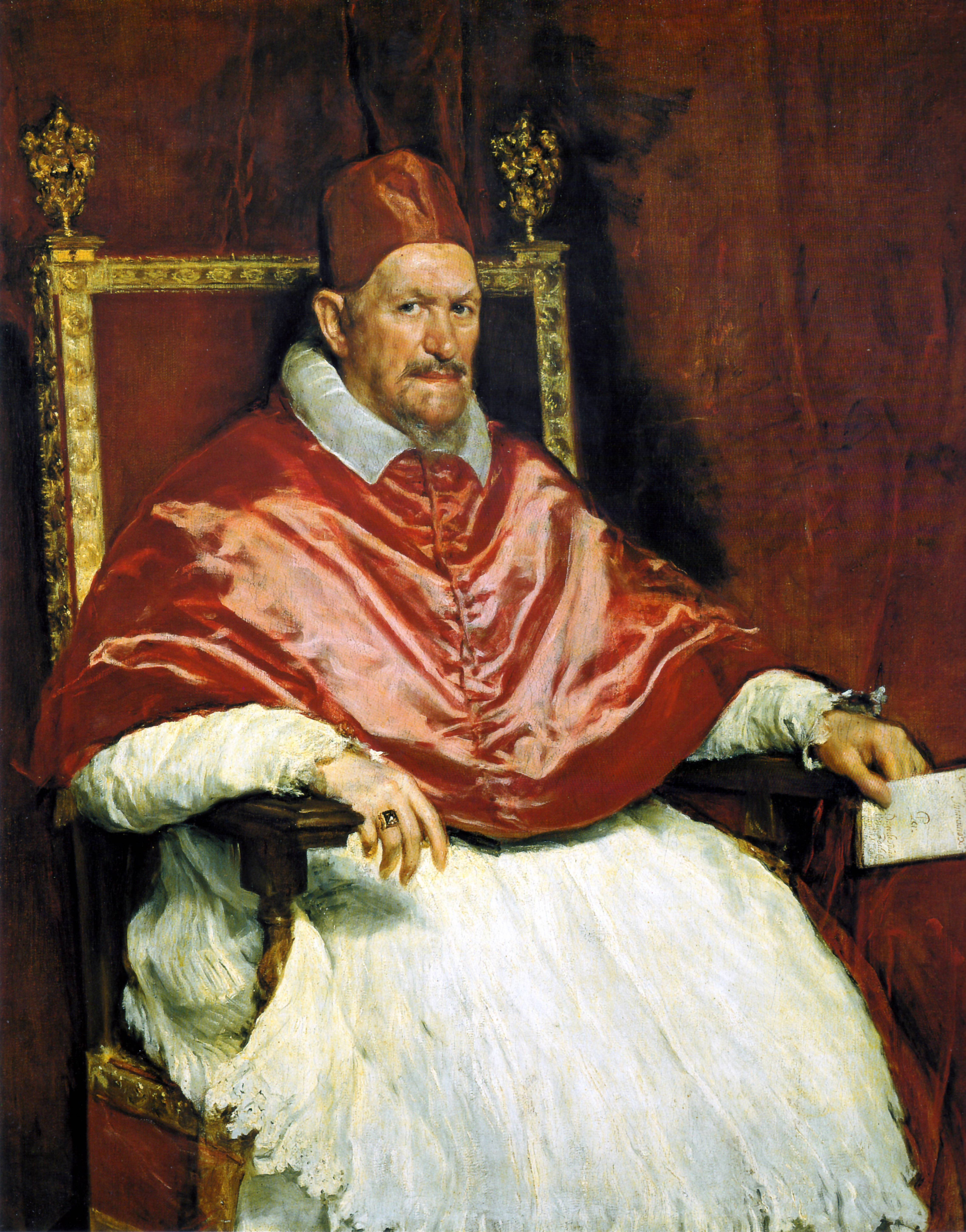
ディエゴ・ベラスケス『インノケンティウス10世の肖像』 (1650年ごろ)、ドーリア・パンフィーリ美術館、ローマ

マラッタの肖像画はおそらく彼の作品中最も生気に満ち、印象的なものである。マラッタはモデルの人物の正確な顔の特徴を捉えるのに注意を払い、表面下に秘められた、癒すことのできない憂鬱の感情をときおり明らかにしている。この肖像画において、ラファエロへのマラッタの賛辞は明瞭に見て取れるが、盛期バロックの好みに合わせるためにより優雅な雰囲気を加えている。
モデルのクレメンス9世 は1667年から1669年まで在位したが、本作はその死の直前に描かれた。テーブル上の紙片に画家の署名がある。玉座に腰かけた教皇は4分の3正面向きで表されているが、これは明らかにスペインの巨匠ディエゴ・ベラスケスの『インノケンティウス10世の肖像』 (ドーリア・パンフィーリ美術館、ローマ) を参照したものであり、鋭い心理的洞察と表現的な力強さを示している。 
ちなみに、ベッローリは、マラッタが教皇クレメンス9世の肖像をパラッツォ・ディ・サビーナで描いたと伝記の中で記述している。エルミタージュ美術館のヴァージョンには「クレメンス9世聖下、カルロ・マラッタ侍史」と記されていることがわかり、ベッローリの言及している作品であることが判明した。